# Lāhainā
Lāhainā (deutsch meist Lahaina) an der Nordwestküste der Insel Maui in Hawaii ist eine alte Walfänger- und Plantagenstadt.
Vor seiner weitgehenden Zerstörung während der Wald- und Buschbrände auf Hawaii 2023 hatte der Census-designated place (CDP) rund 12.700 Einwohner (Stand 2020) und wurde jährlich von zwei Millionen Touristen besucht. Der Name bedeutet „Gnadenlose Sonne“ in hawaiischer Sprache. Die Gesamtfläche der Stadt beträgt 24,1 km², davon 20,2 km² Land und 3,9 km² Wasserfläche.

## Geschichte
Der Ort war zunächst Residenz des mythischen Herrschers Mauiloa, des fünften Häuptlings in der Genealogie der Mōʻī von Maui, und im 18. Jahrhundert hart umkämpft. 1810 unterwarf König Kamehameha I. den letzten lokalen Herrscher Kaumualiʻi und einigte damit zum ersten Mal Hawaii. Lāhainā war damals ein Fischerdorf am Fuß der West Maui Mountains. König Kamehameha II. machte Lāhainā 1820 zur Hauptstadt, bevor Honolulu 1845 Hauptstadt wurde. 1823 wurde eine christliche Missionsstation in Lāhainā gegründet, 1834 erschien hier die erste Zeitung Hawaiis.
Um 1840 wurde Lāhainā der wichtigste Walfängerhafen im Pazifik. Alte Holzhäuser säumten bis 2023 die in den 1820er Jahren angelegte Front Street.
Am 9. August 2023 wurde die Stadt während der Wald- und Buschbrände auf Hawaii 2023 weitgehend zerstört. Das Feuer begann als Vegetationsbrand, der vom Hurrikan „Dora“ angefacht wurde. Menschen flohen vor den Flammen ins Wasser; die US-Küstenwache war im Rettungseinsatz. Mit Stand 12. August gingen Behörden davon aus, dass ca. 80 % der Stadt zerstört wurde. Mindestens 114 Menschen starben (Stand 19. August 2023), viele wurden zu dem Zeitpunkt noch vermisst.

## Demographie
Der US Census 2020 ergab 12.702 Einwohner, die sich aus folgenden Ethnizitäten zusammensetzten: 38 % Asiaten, 31,9 % Weiße, 21,1 % gemischtrassig, 13,9 % Hispanics sowie 8 % Hawaiier und andere pazifische Inselbewohner. Das mittlere jährliche Haushaltseinkommen betrug 75.850 US-Dollar.

## Sehenswürdigkeiten

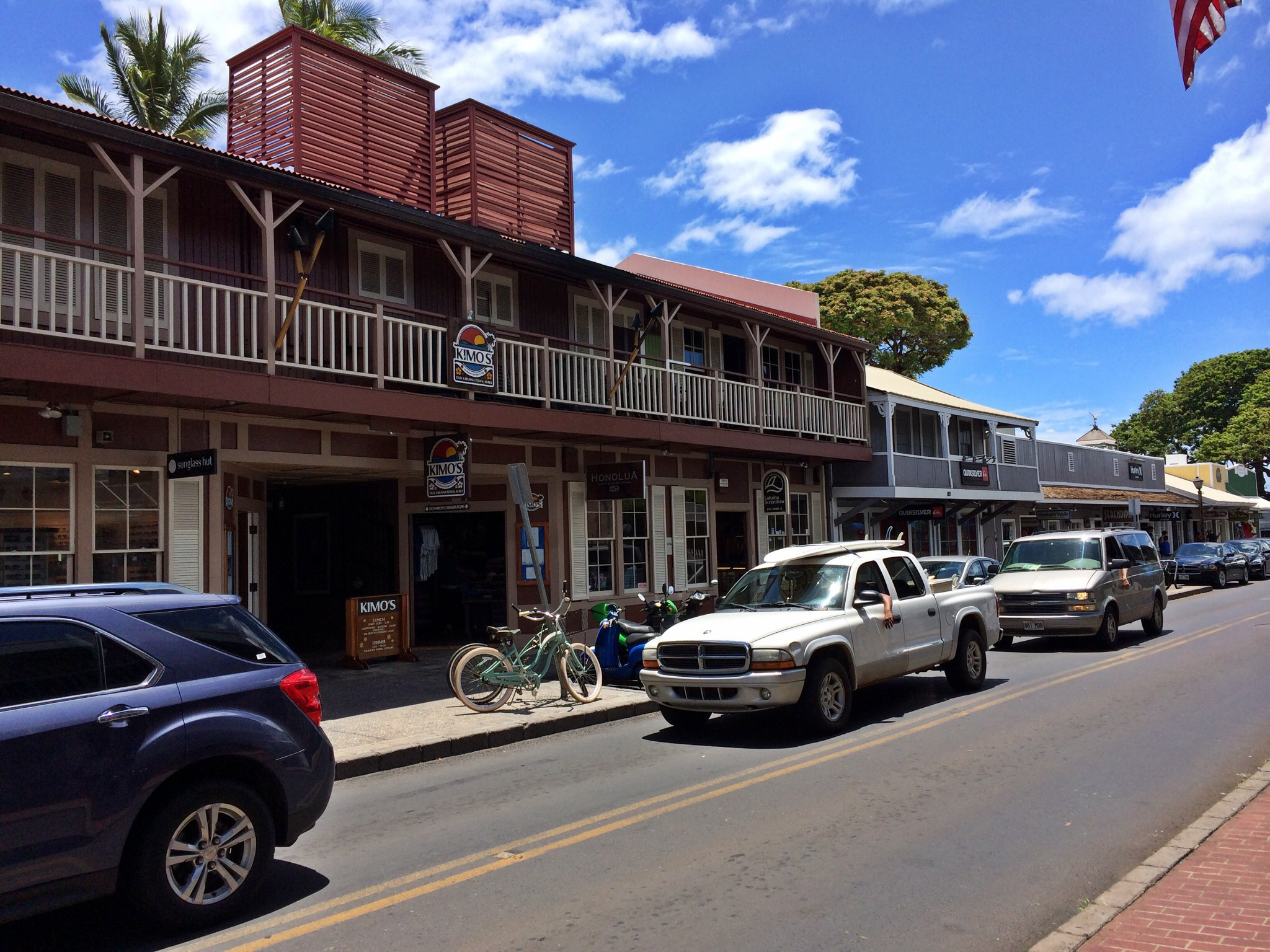
Front Street in Lāhainā vor dem Brand von 2023.

1962 wurde der Lāhainā Historic District als National Historic Landmark unter Denkmalschutz gestellt. Die historische Front Street wurde 2011 zu einer der „Top Ten Greatest Streets“ von der American Planning Association gewählt.
Der im Jahre 1873 von William Owen Smith gepflanzte Banyanbaum im Ortszentrum zeigte 8 Monate nach dem Stadtbrand von 2023 weiter Anzeichen der Erholung. Allerdings fordern hawaiische Aktivisten, ihn zu entfernen und durch einen heimischen Baum zu ersetzen. Sie sehen ihn als ein Symbol des Kolonialismus, da Smith 1893 am Sturz der hawaiischen Monarchie beteiligt war.
Alle anderen Sehenswürdigkeiten dagegen sind nach Angaben des Bezirks niedergebrannt. Einige Museen, z. B. das Baldwin House, die Carthaginian II, ein restaurierter Zweimaster, und das ebenfalls unter Denkmalschutz stehende Wo Hing Society Building zeugten von der Vergangenheit der ehemaligen Inselhauptstadt. Ende 2005 wurde die Carthaginian II, zuvor ein Wahrzeichen Lāhainās, als künstliches Korallenriff und Attraktion für Touristen und Taucher in etwa 30 m Tiefe versenkt, da die Kosten zur Instandhaltung zu groß wurden. Wegen ihrer touristischen Reize und besonderen Atmosphäre wurde die Stadt auch von Kreuzfahrtschiffen angelaufen.
Die im Norden angrenzende Strandregion „Kāʻanapali Beach“ wird von Touristen frequentiert. Zwischen Lāhainā und Kāʻanapali Beach verkehrte der historische Sugar Cane Train. Er wurde 2015 zumindest zeitweilig eingestellt. Die West Maui Mountains rahmen den Ort mit ihren bewachsenen Bergen ein.

## Fährverbindung nach Lānaʻi
Es besteht eine viermal tägliche Fährverbindung von Lāhainā nach Lānaʻi.
Der Fährbetrieb nach Molokaʻi wurde Ende Oktober 2016 nach einer Halbierung der Passagierzahlen eingestellt.

## Klimatabelle
|                        | Jan  | Feb  | Mär  | Apr  | Mai  | Jun  | Jul  | Aug  | Sep  | Okt  | Nov  | Dez  |   |      |
| Mittl. Temperatur (°C) | 21,7 | 21,4 | 21,5 | 22,1 | 23   | 23,7 | 24,2 | 24,6 | 24,6 | 24,3 | 23,4 | 22,4 | ⌀ | 23,1 |
| Mittl. Tagesmax. (°C)  | 23,3 | 23   | 23,2 | 23,8 | 24,8 | 25,5 | 26   | 26,5 | 26,5 | 26,1 | 25   | 24   | ⌀ | 24,8 |
| Mittl. Tagesmin. (°C)  | 20,6 | 20,2 | 20,3 | 20,8 | 21,7 | 22,4 | 22,9 | 23,3 | 23,3 | 23,1 | 22,3 | 21,4 | ⌀ | 21,9 |
|                        |      |      |      |      |      |      |      |      |      |      |      |      |   |      |
| Niederschlag (mm)      | 50   | 32   | 39   | 16   | 14   | 6    | 6    | 9    | 9    | 19   | 29   | 49   | Σ | 278  |
|                        |      |      |      |      |      |      |      |      |      |      |      |      |   |      |
| Sonnenstunden (h/d)    | 8,4  | 8,8  | 9,2  | 9,5  | 9,8  | 9,9  | 10   | 9,8  | 9,5  | 9,1  | 8,7  | 8,5  | ⌀ | 9,3  |
|                        |      |      |      |      |      |      |      |      |      |      |      |      |   |      |
| Regentage (d)          | 4    | 3    | 3    | 2    | 2    | 1    | 1    | 1    | 2    | 2    | 2    | 3    | Σ | 26   |
|                        |      |      |      |      |      |      |      |      |      |      |      |      |   |      |
| Luftfeuchtigkeit (%)   | 72   | 72   | 73   | 72   | 72   | 72   | 73   | 73   | 73   | 73   | 73   | 73   | ⌀ | 72,6 |

| 20,6 |

| 20,2 |

| 20,3 |

| 20,8 |

| 21,7 |

| 22,4 |

| 22,9 |

| 23,3 |

| 23,3 |

| 23,1 |

| 22,3 |

| 21,4 |

| 20,6 |

| 20,2 |

| 20,3 |

| 20,8 |

| 21,7 |

| 22,4 |

| 22,9 |

| 23,3 |

| 23,3 |

| 23,1 |

| 22,3 |

| 21,4 |

## Persönlichkeiten
- William Awihilima Kahaialiʻi (Künstlername Willie K oder Onkel Willie, um 1960–2020), Musiker

## Galerie

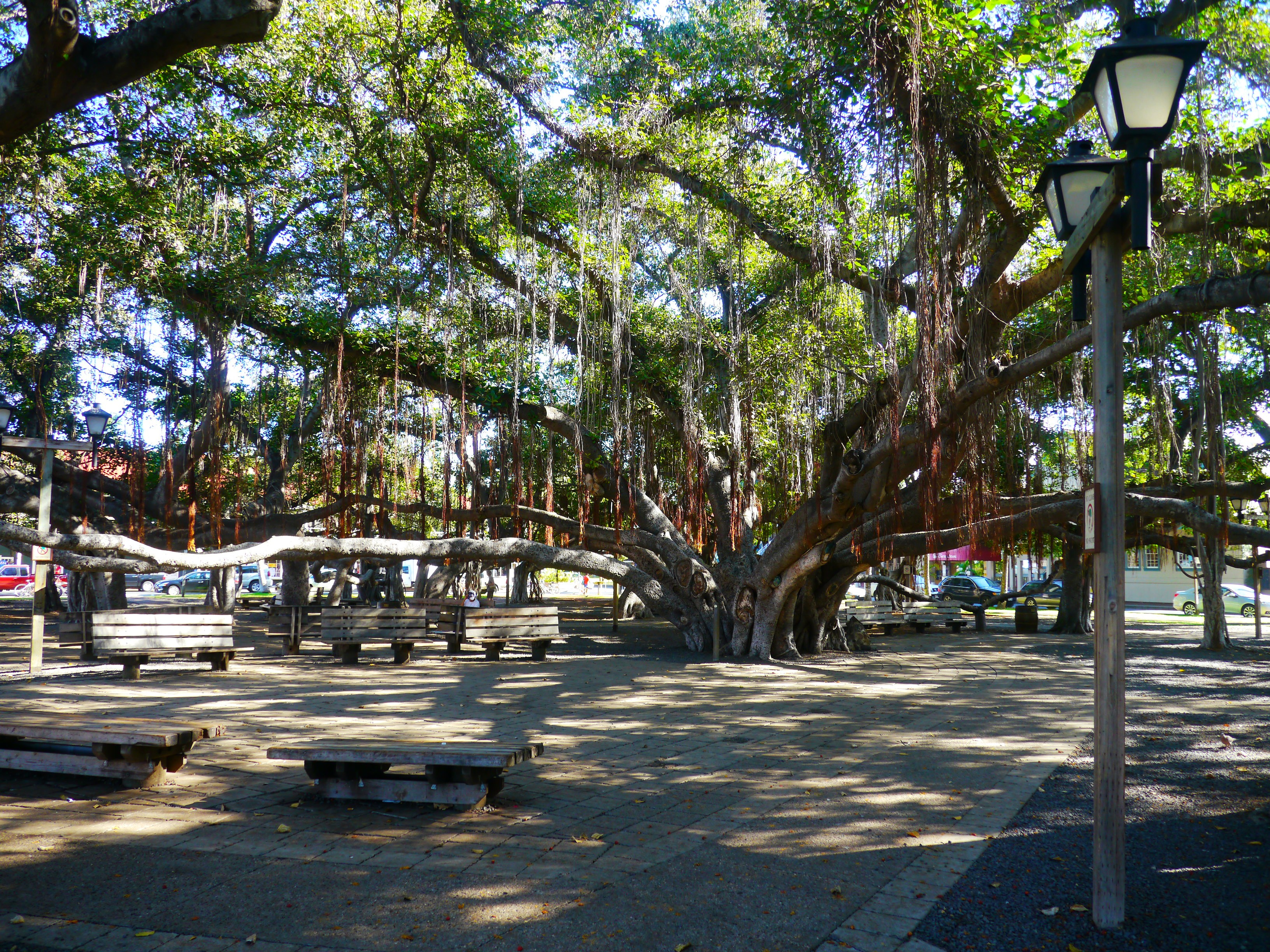
Lahaina Banyanbaum im Banyan Court Park (2016)
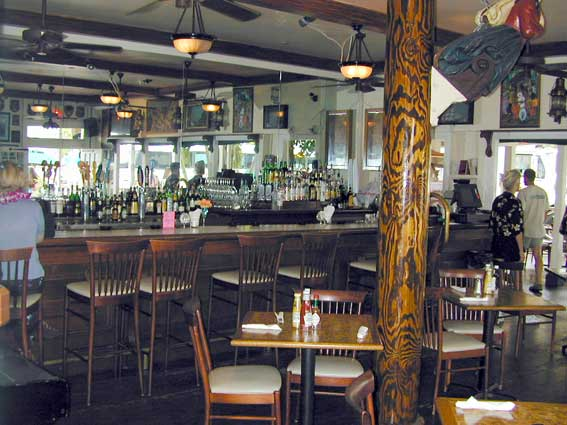
Das Pioneer-Inn, eine alte Walfängerkneipe am Hafen.
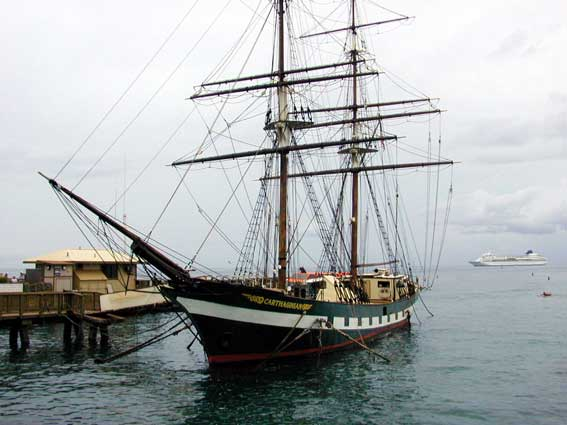
Die als Walfangschiff restaurierte Carthaginian II diente von 1980 bis 2005 als Museum des Walfangs.
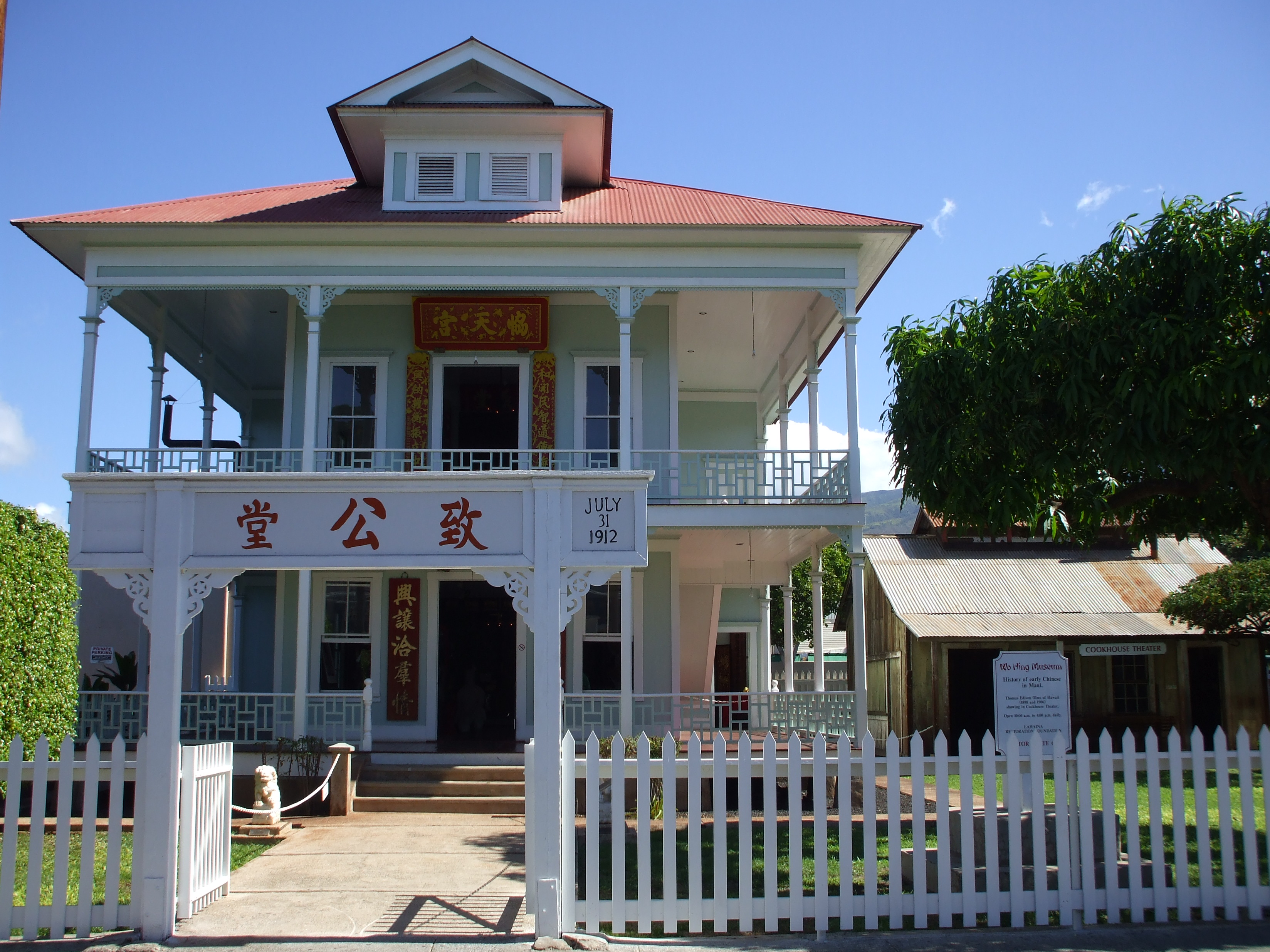
Vorderseite und Eingang zum Wo Hing Temple.